# Cappella di Santa Barbara (Merano)
La cappella di Santa Barbara si trova nella città di Merano e sorge dietro all'abside del duomo.
Originariamente l'edificio era destinato a cappella funebre del cimitero che fino al 1848 circondava la chiesa principale della città. Le prime notizie del cimitero risalgono al 1335, ma solo nel XIII secolo fu costruita una cappella dedicata a San Michele. L'edificio attuale risale a una ricostruzione degli anni 1420-1440 e presenta una struttura a pianta ottagonale su due piani e un tetto a piramide.
Il piano superiore, quello normalmente aperto al pubblico, è accessibile attraverso due portali gotici con sei scalini ed è costituito da un unico ambiente con volta decorata da nervature. In esso sono custoditi tre altari: l'altare dell'Immacolata con il Bambin Gesù, del 1769 opera di Mathias Pussjäger, un altare gotico a portelle del Quattrocento proveniente dalla Germania e acquistato nel 1895 e, infine, l'altare dedicato a Santa Barbara risalente al Seicento e commissionato dalla confraternita dei bottai sempre a opera Mathias Pussjäger, a cui sono state aggiunte in seguito delle statue laterali opere di Gregor Schwenzengast.
Il piano inferiore, destinato originariamente ad ossario, è costituito da una stanza a volta sostenuta da quattro colonne di granito.